# Kostandeneț, Razgrad
Kostandeneț (în bulgară Костанденец) este un sat în comuna Țar Kaloian, regiunea Razgrad,  Bulgaria. 

## Demografie
Componența etnică a satului Kostandeneț
     Bulgari (95,3%)
     Nicio identificare (2,71%)
     Altele (1,97%)
La recensământul din 2011, populația satului Kostandeneț era de 405 locuitori. Din punct de vedere etnic, majoritatea locuitorilor (95,3%) erau bulgari. Pentru 2,71% din locuitori nu este cunoscută apartenența etnică.